# Ancylorhynchus prunus
Ancylorhynchus prunus là một loài ruồi trong họ Asilidae. Ancylorhynchus prunus được Oldroyd miêu tả năm 1974. Loài này phân bố ở vùng nhiệt đới châu Phi.